# Miguel Hernández
Miguel Hernández Gilabert (30. října 1910 Orihuela – 28. března 1942 Alicante) byl španělský básník a dramatik spojený s literárními hnutími generace 27 a generace 36. Narodil se a vyrůstal v chudých poměrech, v otázkách literatury byl samouk. Jeho otec ho fyzicky trestal za trávení času nad knihami a umožnil mu pouze dokončení základního vzdělání. Ve škole se Hernández stal přítelem Ramóna Sijého, vzdělaného chlapce, který mu půjčoval a doporučoval knihy a jehož smrt inspirovala Hernándezovu slavnou báseň Elegie (Elegía).
Hernández byl uvězněn frankistickým režimem v důsledku své aktivní účasti na republikánské straně španělské občanské války. Ve vězení psal svou poslední básnickou sbírku, Zpěvník a romance nepřítomností (Cancionero y romancero de ausencias), která byla vydána až po jeho smrti. Některé z těchto básní byly napsány na kusy toaletního papíru, jiné se uchovaly v dopisech, které psal manželce. Tato kniha je považována za jednu z nejlepších španělsky psaných sbírek 20. století. Hernández zemřel v roce 1942 na tuberkulózu, trestu smrti unikl jen díky zásahu Pabla Nerudy, který byl tehdy chilským velvyslancem ve Španělsku.

## Život
Hernández se narodil do chudé rodiny ve městě Orihuela ve Valencii. Dětství prožil jako pasák koz a pomocná ruka na farmě. Základní vzdělání získal od státních škol a jezuitů, jinak byl z velké části samouk. První sbírku poezie vydal ve 23 letech. Zamlada Hernández velmi obdivoval španělského barokního lyrického básníka Luise de Góngoru, který měl vliv na jeho raná díla. Později byl ovlivněn jak autory španělského zlatého věku (např. Franciscem de Quevedo) tak evropskými moderními hnutími, zejména surrealismem. Připojil se ke generaci španělských autorů zabývajících se právy pracující třídy. Přestože Hernández ve svých verších používal moderní obrazy a koncepty, nikdy neopustil klasické rytmy a rýmy. Jakožto člen Komunistické strany Španělska Hernández bojoval za republiku během španělské občanské války, svou poezií se snažil oslovit jednotky nasazené na frontu.
9. března 1937 se oženil s Josefinou Manresou Marhuendovou, s níž se seznámil v roce 1933 v Orihuele. Jeho žena mu byla inspirací k napsání většiny jeho romantické tvorby. Jejich první syn, Manuel Ramón, se narodil 19. prosince 1937, ale zemřel 19. října 1938. O měsíce později se narodil jejich druhý syn, Manuel Miguel (4. ledna 1939 - 1984). Josefina zemřela 18. února 1987 ve věku 71 let v Elche v Alicante.
Na rozdíl od jiných se Hernándezovi po republikánské kapitulaci nepodařilo ze Španělska utéct. Byl několikrát zatčen za jeho antifašistické názory a nakonec odsouzen k smrti. Jeho rozsudek byl však změněn na 30 let vězení, což vedlo k uvěznění za mimořádně tvrdých podmínek, až nakonec v roce 1942 podlehl tuberkulóze. Těsně před svou smrtí Hernández naškrábal na zeď nemocnice svůj poslední verš: Sbohem, bratři, soudruzi, přátelé: dovolte mi opustit slunce a pole.

### Dílo

#### Poezie
- Perito en lunas (1933)
- El rayo que no cesa (1936)
- Viento del pueblo (1937)
- El hombre acecha (1938–1939)
- Cancionero y romancero de ausencias (nedokončeno, 1938–1942)

#### Divadelní hry
- Quién te ha visto y quién te ve y sombra de lo que eras (1933)
- El torero más valiente (1934)
- Los hijos de la piedra (1935)
- El labrador de más aire (1937)
- Teatro en la guerra (1937)